# Danaus melanippus
Danaus melanippus is een vlinder uit de familie Nymphalidae, onderfamilie Danainae.
De naam Danaus melanippus is voor het eerst geldig gepubliceerd door Cramer in 1777.